# Bruinkopdwerglijster
De bruinkopdwerglijster (Catharus occidentalis) is een vogelsoort uit de familie lijsters (Turdidae).

## Verspreiding en leefgebied
Deze soort is endemisch in Mexico en telt 4 ondersoorten:
- Catharus occidentalis olivascens: noordwestelijk Mexico.
- Catharus occidentalis lambi: westelijk en centraal Mexico.
- Catharus occidentalis fulvescens: zuidwestelijk Mexico.
- Catharus occidentalis occidentalis: zuidelijk Mexico.